# Церква Святого Івана (Растеш)
Церква Святого Івана — церква-усипальниця в поречському селі Растеш, Македонія.
Церква розташована по дорозі на село Бітово, на подвір'ї якої також знаходиться кладовище.
Збудована у 1920 році. 

## Галерея

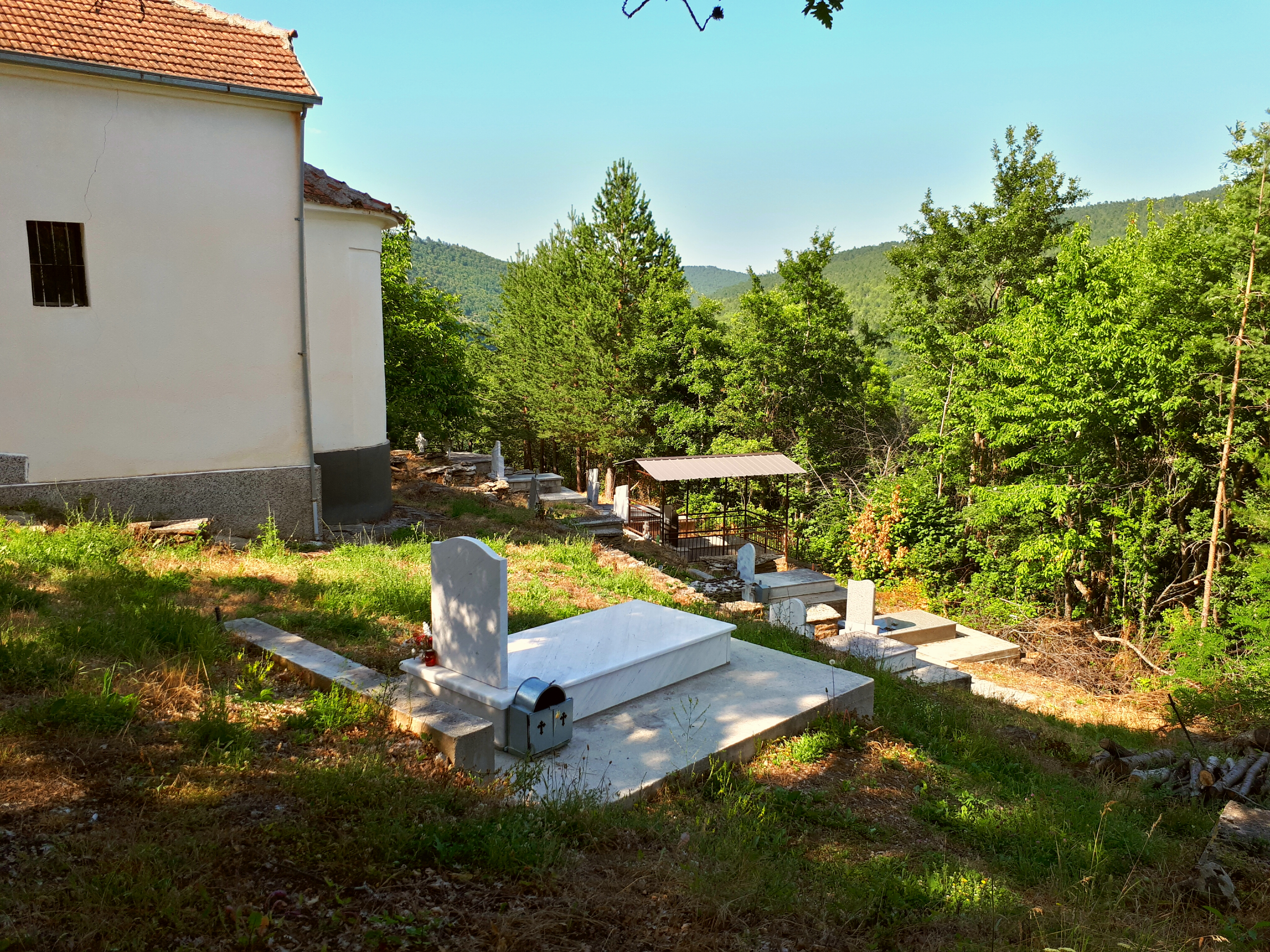
Цвинтар навколо церкви
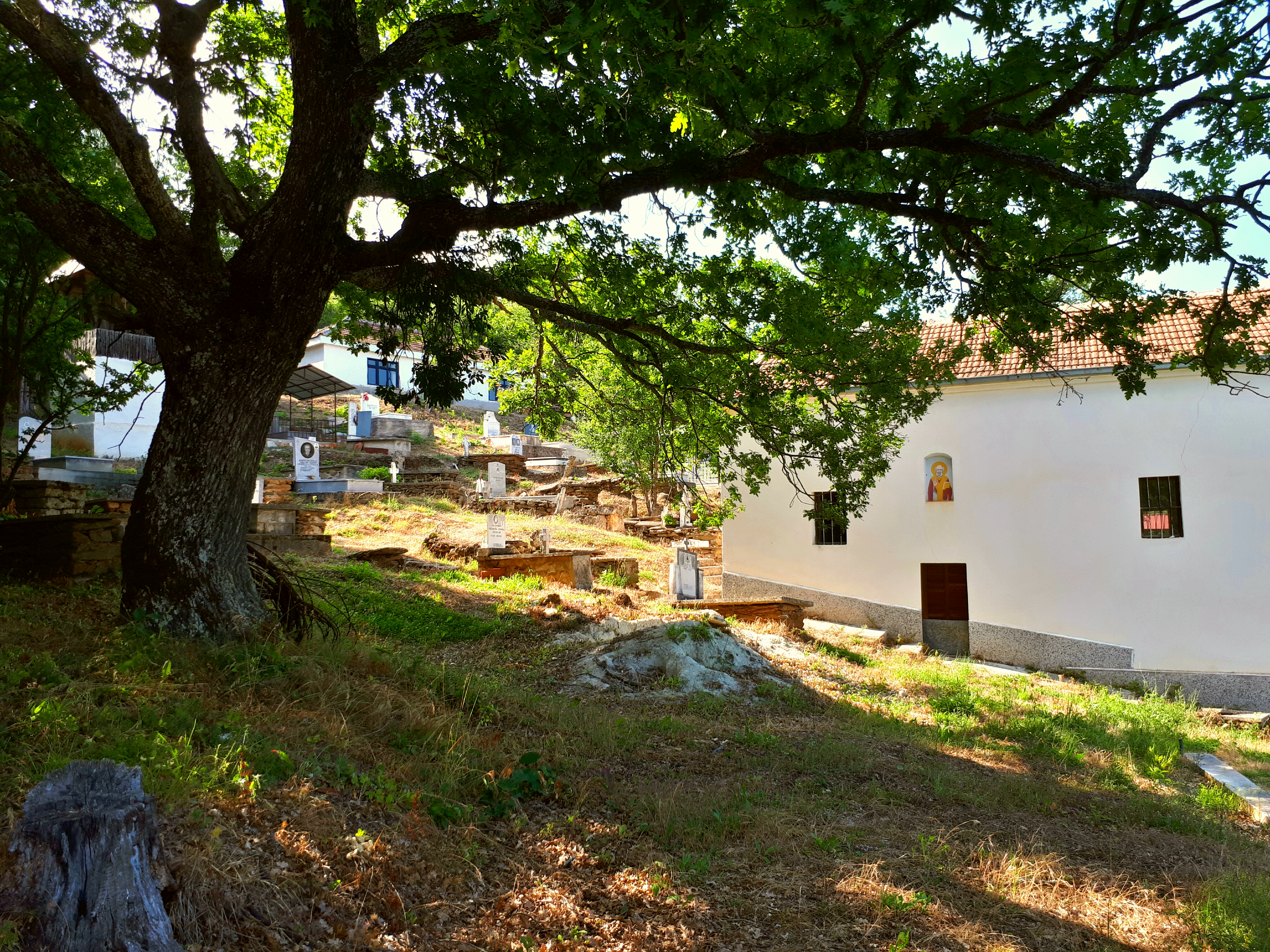
Сільський цвинтар на церковному подвір'ї